# Resolutie 325 Veiligheidsraad Verenigde Naties
Resolutie 325 van de Veiligheidsraad van de Verenigde Naties werd op 26 januari 1973 aangenomen. Bij gebrek aan bezwaar verklaarde de voorzitter van de Veiligheidsraad dat de resolutie unaniem was aangenomen.

## Inhoud
De Veiligheidsraad:
- Heeft de brief overwogen waarin Panama voorstelt om de vergaderingen van de Veiligheidsraad van 15 tot 21 maart 1973 in Panama-Stad te houden.
- Neemt akte van de unanieme steun voor het voorstel van de Latijns-Amerikaanse Groep.
- Herinnert aan zijn beslissing op 16 januari om het voorstel in principe te aanvaarden.[1]
- Dankt Panama voor het aanbod om als gast op te treden, het ter beschikking stellen van alle nodige voorzieningen en het op zich nemen van een deel van de kosten daarvan.
- Heeft het tweede rapport van het comité voor vergaderingen buiten het hoofdkwartier besproken.
- Neemt in het bijzonder akte van de kostenraming.
- Houdt rekening met de aanbevelingen van het comité.

1. Beslist van 15 tot 21 maart in Panama-Stad te vergaderen met maatregelen om de vrede en veiligheid in Latijns-Amerika te versterken op de agenda.
2. Dankt Panama dat het als gastland klaarstaat en bepaalde voorzieningen kosteloos aanbiedt.
3. Vraagt secretaris-generaal Kurt Waldheim te onderhandelen met Panama om tot een overeenkomst te komen.

## Verwante resoluties
- Resolutie 308 Veiligheidsraad Verenigde Naties (1972)
- Resolutie 1569 Veiligheidsraad Verenigde Naties (2004)

Lijst ·  325 ·  326 ·  327 ·  328 ·  329 ·  330 ·  331 ·  332 ·  333 ·  334 ·  335 ·  336 ·  337 ·  338 ·  339 ·  340 ·  341 ·  342 ·  343 ·  344